# Švitra
Švitra ist ein litauischer männlicher Familienname.

## Weibliche Formen
- Švitraitė (ledig)
- Švitrienė (verheiratet)

## Namensträger
- Antanas Švitra (* 1936),  Politiker
- Donatas Švitra (1946–2019),  Mathematiker, Hochschullehrer und Politiker